# 台所

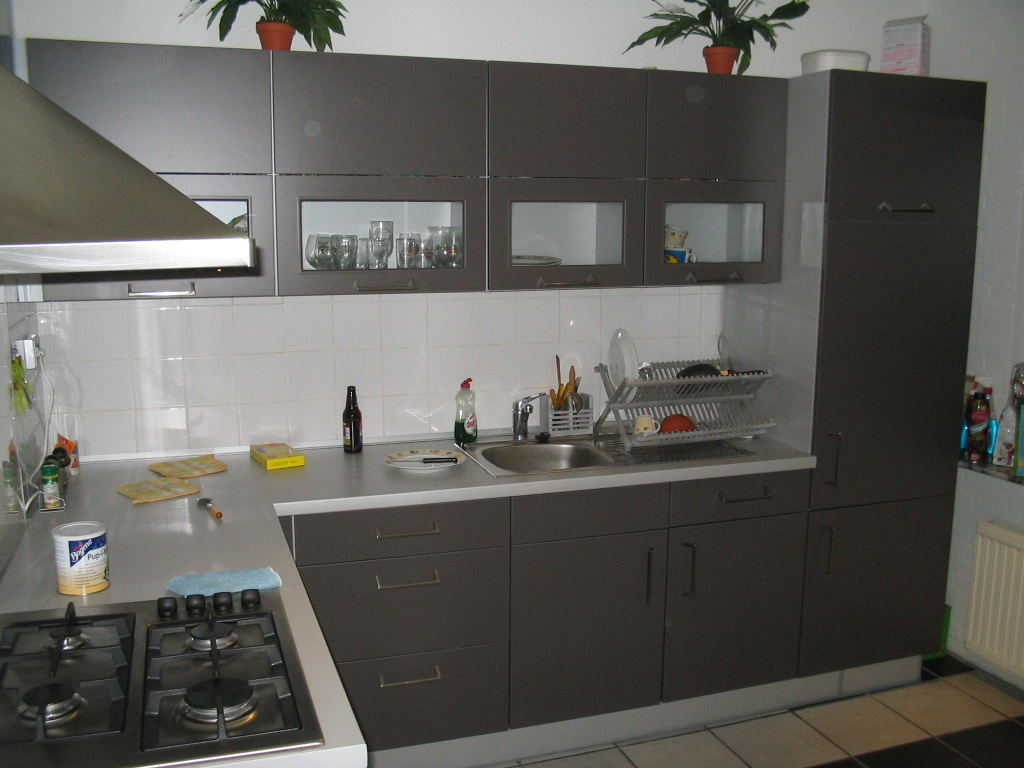
設備の整った現代の家庭用台所の例

台所（だいどころ、英: Kitchen）とは、屋内において調理を行うために設けられた施設および空間である。流し台（給水設備、排水設備）、加熱調理器（コンロ）、換気設備（換気扇）、作業台、収納庫と作業空間から構成される。

## 概要
台所はキッチン、厨房（ちゅうぼう）、調理場（ちょうりば）、勝手場（かってば）、（お）勝手（かって）などともいわれる。台所やキッチン、勝手場という呼び方は、主に一般住宅の調理設備を指し、厨房や調理場という呼び方は、飲食店や給食センターなどの大規模な業務用の調理設備を指すことが多い。
日本語の「台所」の語源は、平安時代に貴族たちが食生活を行っていた部屋の総称である台盤所（配膳用の皿を載せる台が置かれた場所）に由来し、中世以降「台所」と呼ばれるようになった。また、英語のキッチンの語源は、古来語のcycene（クチーナ）、ラテン語のco-quina（火を使うところ）に由来する。
レストランなどの営業目的である業務用の台所（厨房、調理場）は、作業人数に合わせた適切な広さや設備の設定が必要である。設計には給水設備、排水設備、ガス設備、電気設備などが関係し、幅広い専門知識が求められる（厨房設備施工技能士）。衛生上では、保健所からの指導で、二槽式のシンクや手洗い器、消毒薬の設置を指導されたり、定期的な検査が必要とされたりする。
なお、調理場は地上の建物内に限らず、外洋に出る大型船舶内にも古くから備えられている。一例として、長崎県鷹島沖の鷹島神崎遺跡から発見された元寇時（13世紀末）の軍船の周囲からは南宋製のレンガと共にブタの骨が見つかっており、考古学者は船内で火を用いた調理が行なわれていたと考えている。長期間上陸しないことを想定し、船内調理場を備えることは現代でも豪華客船に見られる。
気温が低く、凍結によって給排水がままならない地域、食物の腐敗や細菌の影響が切実ではない北の地域では、洗うという概念が南の地域とは異なる。食器や食材を洗う作業が重要視されないためにシンクや流しは小型な傾向があり、流しを使わない文化圏もある。水の消費は南の地域より少なく、動物性脂質をお湯で洗うため食器洗浄機が普及している。一方、高気温な南の地域では、衛生面の配慮以上に、粘土性の泥が野菜に付いているために調理前に洗う作業が不可欠となる。また、残渣の腐敗が早いことから、使用後の食器や調理器具を洗わずにはいられない。大量の水を使用する南の地域の台所には水の確保や処理に関する道具や、家屋を湿気から守る工夫が多く見られる。

## 歴史
食物を調理するためには、洗う、切る、煮炊きするなどの動作が必要である。日本列島の場合、竪穴建物や平地建物では、縄文時代から古墳時代前半までは建物中央付近にて直火（炉）による加熱調理が行われていた。その後、古墳時代後半にカマド（竈）が導入され、建物の端部（壁際）に調理空間が移動することになったが（後述）、そのうちに独立した部屋が作られたのが、台所のはじまりとされる。

### 西洋での歴史

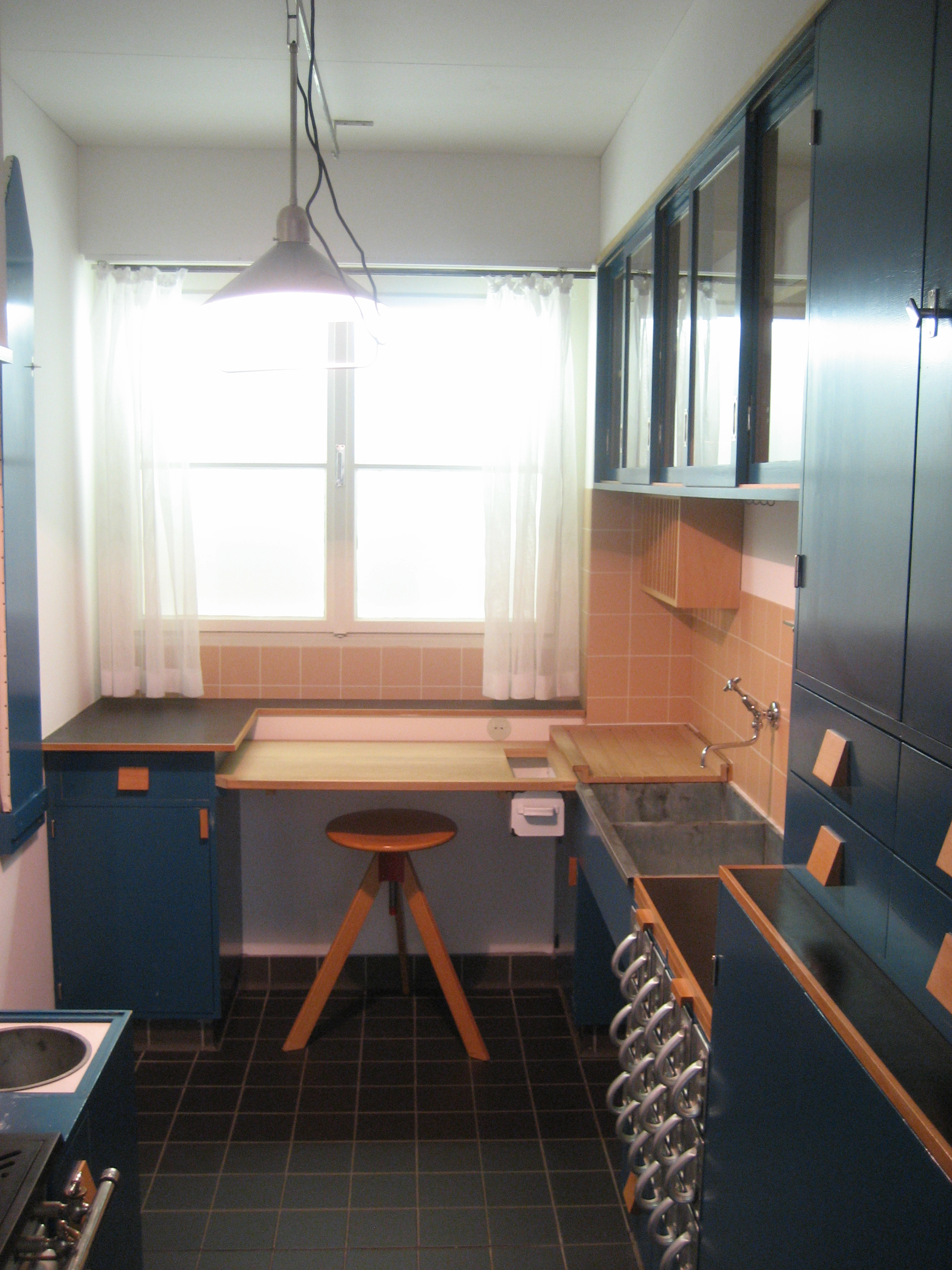
フランクフルト・キッチン

加熱調理器の発展は定住型の民族の中で行われた。燃料となる薪は都市部でしばしば高価なものであり、熱利用の効率性が求められた。カマドは熱を効率的に使用することができた。しかし持ち運びは不可能で、遊牧民族の間では普及しなかった。また、火力調整が難しく、囲炉裏などのように、直火による調理方法も一方で行われた。カマドと囲炉裏は要求される機能が異なるため、両方が存在することもあり、製造する手間や空間の無駄を省くため、時代や場所によっては、片方のみが存在している場合もある。
台所空間で洗う作業を行うためには排水設備が必要で、都市レベルでの優れた土木技術が必要であった。したがって、古くから水道を取り入れられる国、地域は限られていた。古代ローマのローマ水道では、使用料を払えば誰でも台所へ水道を引き込むことができた。このようなケースは稀で、多くの場合、洗う作業は井戸周りや川で行われた。室内の台所空間では簡素な流しが使われた。どちらにせよ、台所空間は衛生を保つため、その床を耐水性に優れたものにする必要があった。土間の空間はその要求に応えることができた。
近代に入り、下水設備が整うと、台所空間に水道が持ち込まれた。流し台は石、コンクリート、人造石研ぎ出し、トタン、ステンレスにハンダ溶接と進化したが、常に湿気をもった流し台は不衛生になりやすかった。
ドイツでは19世紀末から20世紀初頭にかけてキッチンメーカーが多く創業し、20世紀になるとバウハウス運動や世界初のビルトインキッチンの開発などでキッチンのデザインに大きな影響を与え、その後もドイツのキッチンメーカーはヨーロッパ全域で圧倒的シェアを有している。1920年代にドイツの集合住宅用として設計されたフランクフルト・キッチンは利用効率・省スペース・コストを考慮しながら統一性のあるデザインにより広く普及し、後のシステムキッチンの先駆け的存在となった。また家事の合理化による女性の負担軽減というフェミニズム運動にも影響を与えている。

### 日本列島での歴史

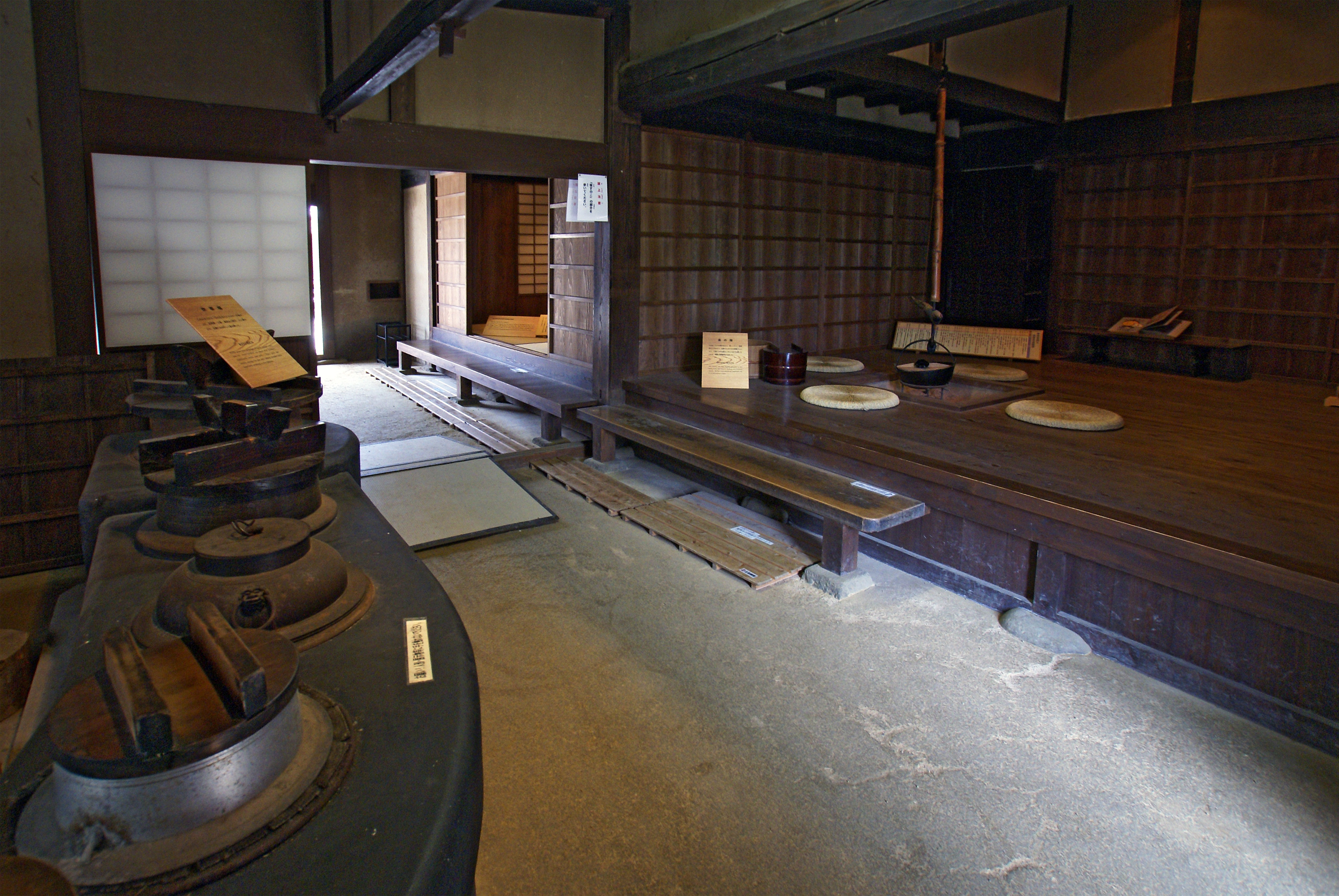
伝統的な日本家屋の台所。江戸時代後期、比較的大規模な民家の例。中央が土間、左側にカマド（竈）が並んでいる。

日本列島の旧石器時代における加熱調理は、炉や礫群と呼ばれる施設で行っていたと考えられており、事例として北海道千歳市の柏台Ⅰ遺跡の炉跡や、神奈川県綾瀬市の吉岡遺跡群の礫群遺構などで動物の焼けた骨や歯が検出されている。これらの炉や礫群は、多くは屋外施設であり、室内調理空間としての「台所」ではない。
縄文時代では、建物（竪穴建物・平地建物）内外の炉や、集石と呼ばれる施設を用いた加熱調理が行われた。竪穴建物などの建物中央に据えられた屋内炉による調理は、弥生時代および古墳時代前期（4世紀）まで引き続き行われた。
古墳時代中期（5世紀）に、渡来人によって日本列島にカマド（竈）がもたらされると、竪穴建物の内部には、北側または東側の壁際に「造り付けカマド」が設けられるようになった。カマドによる調理は、それまでの炉を用いた調理より熱効率がよく、当時の調理様式に「台所革命」とも評される劇的な変化を与えたと考えられており、以後、日本列島の広範囲に爆発的に普及していった。
江戸時代には、井戸端や川辺で食材や食器などの洗浄を行い、それを住居内の木製の流しに持ち帰って台所仕事が行われていた。
明治時代になっても庶民の住宅の台所はカマド（竈、へっつい）を中心とする床上空間と蹲踞（つくばい）式流しを中心とする土間空間に分かれていた。ガスも普及しておらず、カマドと七輪が熱源となっていた。水道の普及により土間の置き流しに直接水が注げるようになったが、火や水を使うためには、しゃがみこむ必要があった。
大正時代に入ると大正デモクラシーとともに台所改善運動が起こり、立った姿勢で調理ができるようにすることと電気・水道・ガスの近代設備の整備が課題とされていた。しかしこれらが農村部にまで定着したのは第二次大戦後になってからである。

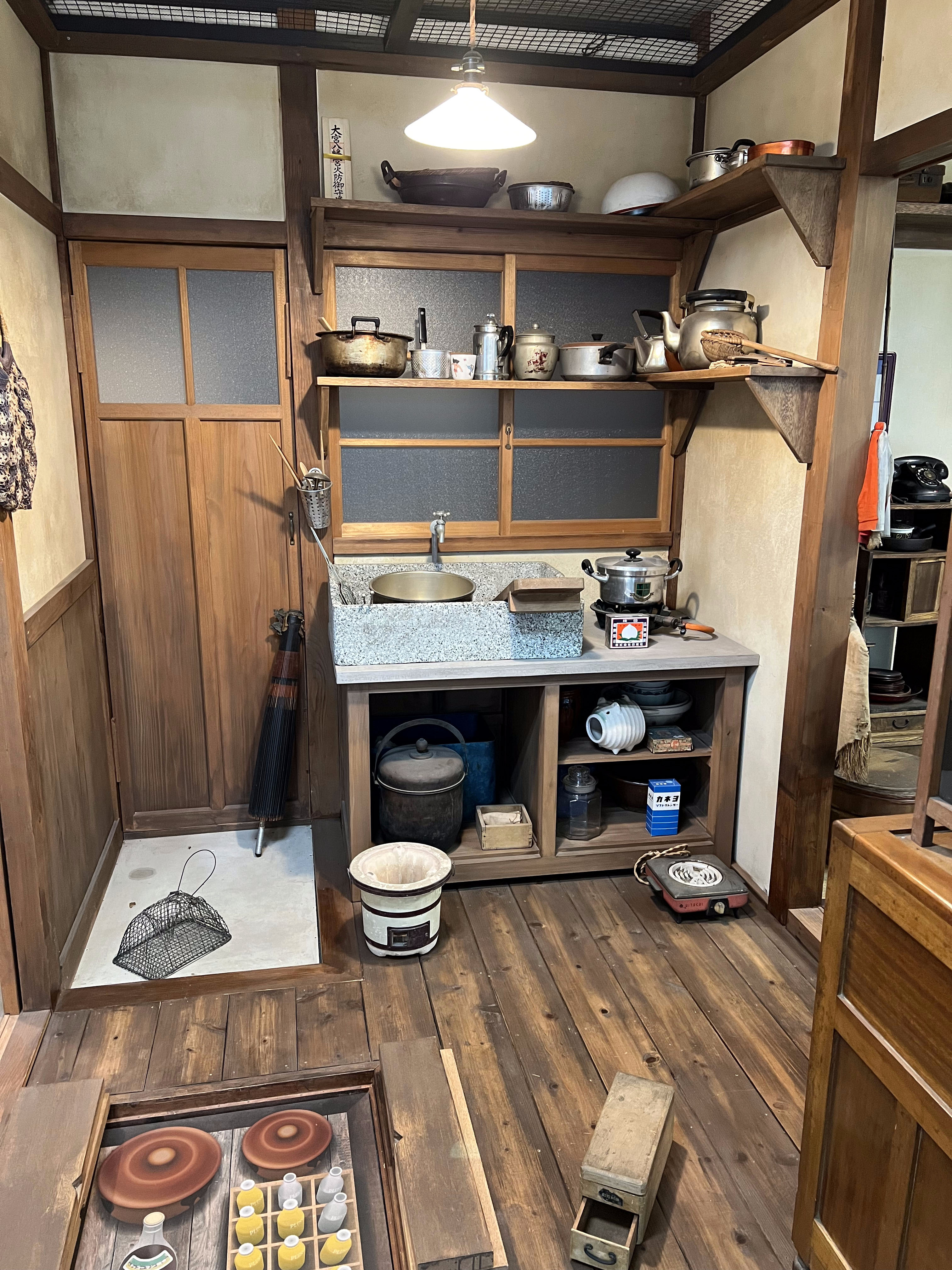
日本の昭和時代の一般家庭の台所（再現）

戦後になるとステンレス流し台やシステムキッチンが登場した。ステンレス流し台は1956年（昭和31年）に晴海団地のダイニングキッチンに初めて導入され一般家庭にも普及していった。また、昭和40年代後半には空間や用途にあわせてキャビネットやユニットを選択できるシステムキッチンが登場した。

## 台所の設備
- 流し台
大きな鍋など、使用する調理器具に応じた深さ、大きさが必要。シンクの面積が大きい場合、作業スペースを圧迫する場合もある。
- 換気設備
給排気設備を利用し、台所を負圧にすることで臭気の拡散や不完全燃焼によるCO中毒を防止できる。給排気計算・必要換気量や排気フードの設定が適切でない場合、正常に換気されない。
- 加熱調理機器
ガスコンロ、オーブン、シーズヒーター、ハロゲンヒーター、IHクッキングヒーターがなどがある。ガス機器使用の場合は必ず換気設備などにより換気が必須となる。熱源が電気の場合は必ずしも換気設備は必要ではないが、発生蒸気やにおいを拡散させないために換気設備の使用が望ましい。
- 給水設備
シングルレバー式は開閉が簡易で便利だが、急に閉めると水道管に負担がかかり、故障の原因になる。
- 排水設備
シンク排水部や配水管には、下水の臭気が上がってこないように水を利用した防臭トラップと呼ばれる機構が設けられている。台所に下水の臭気が頻繁にする場合、トラップの不具合や排水管の接合部が破損していることなどが考えられる。

## 台所の分類

### レイアウトによる分類

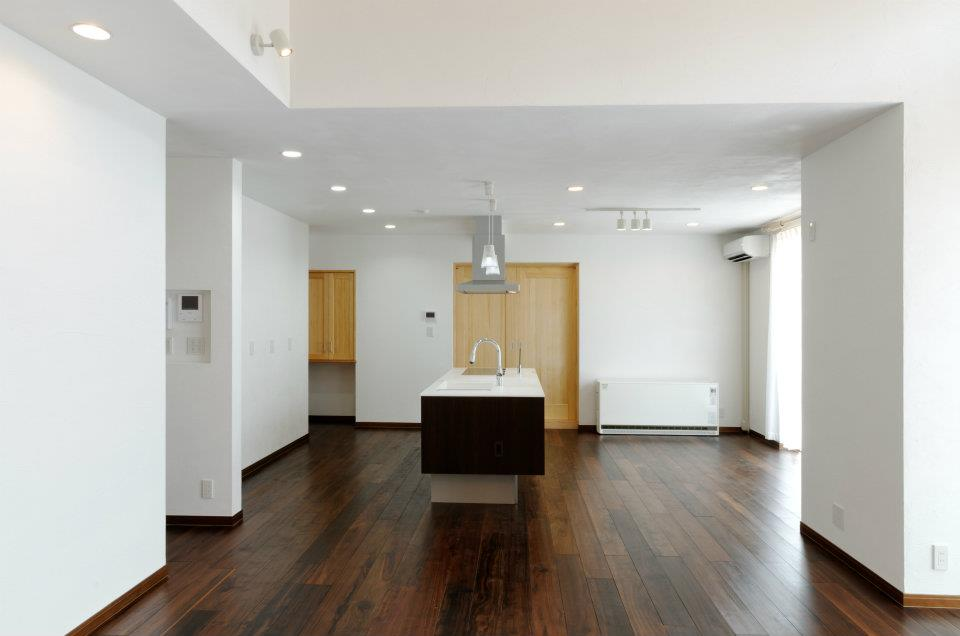
アイランド型キッチン

- I型
台所機能を直線的に配置したレイアウト。冷蔵庫も同一線上に配置されることが多い。台所空間を小さくすることができる。長さが伸びると作業動線が長くなる。
- 2列型
台所機能を2つに分け、2列に直線配置したレイアウト。作業動線を小さくすることができる。独立性が高くなる。
- L型
台所機能をL字に配置したレイアウト。開放的な台所空間が作れる。比較的広いスペースが必要で、長さが伸びると作業動線が長くなる。
- U型
台所機能をU字に配置したレイアウト。開放性と独立性を持たせることができる。独立した台所空間が必要。
- アイランド型
シンクや加熱調理器を壁から離れた場所（島）に配置したレイアウト。多人数での作業に適している。広い空間と衛生上の注意（排煙など）が必要。
- ペニンシュラ型
作業台の一部をダイニングテーブルと半島状に接続したレイアウト。広く、開放的な台所空間を作ることができる。

### 構成による分類
- セクショナル（セパレート）キッチン
流し台、調理台、コンロ台、収納庫などの部材を並列配置して構成された台所。一般的には製造費が安く、取替えも比較的簡単であるが、テーブルトップに繋ぎ目ができ、また、規格によって製造されるため、意匠や構成の制限が大きい。奥行き寸法は550mmと600mmがある。間口寸法は組み合わせにより調整が可能で、通常150mmの倍数で構成される。材質はテーブルトップがステンレス、キャビネットはプリント合板（合板に柄を印刷したもの）やほうろう仕上げ鋼板等が一般的である。
- システムキッチン
別名ユニットキッチンともいわれ、流し台、調理台、コンロ台、収納庫、自動食器洗い機などの部材をパーツとして組み合わせ、一枚板で製造されたテーブルトップを乗せた一体構成の台所。構成選択の幅が広く、意匠的な統一感が図られるが、部材の取替えは困難である。日本におけるシステムキッチンの部材は各メーカーで規格が違うため、メーカーを超えての構成、取替えは通常不可能である。奥行き寸法は間口の小さいミニキッチンで600mm、一般的なものでは650mmであるが、それ以上の大きさを持たせるメーカーもある。幅は小さいもので900mm、一般家庭用では1800mm,2400mm,2550mm,2700mmなどが使われる。材質はテーブルトップがステンレスや合成樹脂、キャビネットは化粧合板や合成樹脂、鋼板等が一般的である。

## 台所の配置
世界的に見た場合、気温によって火と水の使い方に大きな違いがあり、それにより食空間の形態や調理法にも違いが生じている。気温が低く、日照時間の短い地域ほど、台所の火は暖房や住まいの照明として非常に重要となり、台所はリビングや寝室など、生活と密接した位置に設けられる。一方、年間を通じて気温の高い地域では、火から離れたほうが快適であるために、台所は生活から離れた場所に設けられる。

### 方位との関係
台所はかつて、北側に配置される傾向が強かった。これには、冷蔵庫などの保存技術が発達していなかったため、日光による食物の腐敗を防ぐ目的があった。従来の傾向は保存技術が発達した時代になっても伝統的に受け継がれることが多かったが、近年は生活様式の変化により、居間、食事室と一体化した台所が南側に配置されることもしばしば見受けられるようになった。

### 食堂との関係
作る場である台所は、食べる場である食堂（ダイニングルーム）との関係が非常に重要になってくる。より独立性を持たせ、臭気の拡散を防ぐ独立型キッチン、作業台や流しが食事室方向に向き、家族と会話しながら作業できる対面式キッチン（喫茶店や食堂のカウンター席がこの形式である）、ダイニングテーブルと台所流し天板が一体になった開放型（オープン）キッチンまで様々である。

### 台所とバリアフリー
台所には、ある程度の広さが確保されていないと、身体に障害のある者にとっては使いにくい場合がある。例えば、車椅子を使用している者が調理を行う場合、通常の車椅子には真横に移動する機能が存在しないために、移動の際には車椅子の方向転換がしばしば必要となる。この方向転換には、ある程度の空間が必要であるため、台所が狭いと支障が出る。

## 文化

### 慣用表現
日本では平安時代から江戸時代にかけて、大臣・将軍など貴人の妻のことを「御台所」（みだいどころ）と呼んだ。また、現代でも「台所事情」という言葉は家計や会社などの財政状況の意で使用されている。
食材が集まる青果市場などを指して台所と呼ぶこともある。東京の台所築地市場など。

### 教育の場としての台所
台所での作業はしばしば母娘、嫁姑に共同で行われ、コミュニケーションの場や知恵の伝達場所としても機能した。核家族化と子の台所離れによってこのような傾向は少なくなったが、近年、食育の考えが見直され、教育の場としての台所が復権されつつある。家族共同で行うことで調理の過程、それを通じて物事の過程を知ることができ、刃物や火の危険を知ることができる。

## 主な製造企業
キッチン・厨房器具
- エレクトロラックス
- ポーゲンポール
- ラショナル
- ロボクープ
- 永大産業
- クリナップ
- サンウエーブブランド
- タカラスタンダード
- 長府製作所
- トーヨーキッチンスタイル
- TOTO
- LIXIL
- トクラス（旧社名:ヤマハリビングテック）
- 中西製作所
- ナスラック
- ネスター
- パーパス
- ハウステック
- ファーストプラス
- ワンド（旧社名：マイセット）
- 丸信金属工業
- マルゼン (厨房機器)
- 樋口
- 矢島（オーダーメイド可能）
- レマン
- タニコー
- ウッドワン
- クイック・プロ
- ドルフィン
- ベルキッチン
- キッチンハウス
- サンワカンパニー
- イケア（プライベートブランド+自己組み合わせ型+輸入品）
- Siematic（輸入システムキッチン）
- Poggenpohl（輸入システムキッチン）
- Euromobil（輸入システムキッチン）
- クチーナ（オーダーメイドのみ）
- ルプ（オーダーメイドのみ）
- カドガン（オーダーメイドのみ）
- 遠山製作所（オーダーメイドのみ）
- 松岡製作所（オーダーメイドのみ）
- ケーツーワークス（オーダーメイドのみ）
- プロニコンフォートキッチン（オーダーメイドのみ）
- ノーリツ（2019年冬に、システムキッチンを含む住宅システム事業からの撤退を発表[17][18][19]。）

ガス器具メーカー
- I・T・O (ガス器具製造)
- ガスター
- ゼネラルパッカー
- 大同プラント工業
- ダイニチ工業
- パナソニック
- ハーマン (ガス器具メーカー)
- パロマ (企業)
- フジマック
- 山岡金属工業
- リンナイ